# David Banner
Pour les articles homonymes, voir Banner.
David Banner, né Lavell Adrian Crump le 11 avril 1973 à Jackson, dans le Mississippi, est un rappeur, producteur, directeur de label, acteur et philanthrope américain. Son nom de scène s'inspire de la série L'Incroyable Hulk. Jeune, Banner étudie à la Southern University, et poursuit un master en éducation à l'University of Maryland Eastern Shore. Il lance sa carrière musicale en tant que membre du duo hip-hop Crooked Lettaz, avant de se lancer en solo en 2000 avec la publication de l'album Them Firewater Boyz, Vol. 1. En 2003, Banner signe avec le label Universal Records.

## Biographie

### Jeunesse
Lavell William Crump est né et a été élevé à Jackson, dans le Mississippi ; il est le fils de Zeno et Carolyn Crump. Il étudie à la Provine High School de Jackson en 1992, puis à la Southern University. À la Southern, Crump devient président de la Student Government Association et obtient son baccalauréat en droit. Il étudie par la suite à l'University of Maryland Eastern Shore, mais quitte les cours pour se consacrer à une carrière de musicien à plein temps,,. Son père Zeno décède le 17 juin 2007.

### Carrière musicale et télévisée

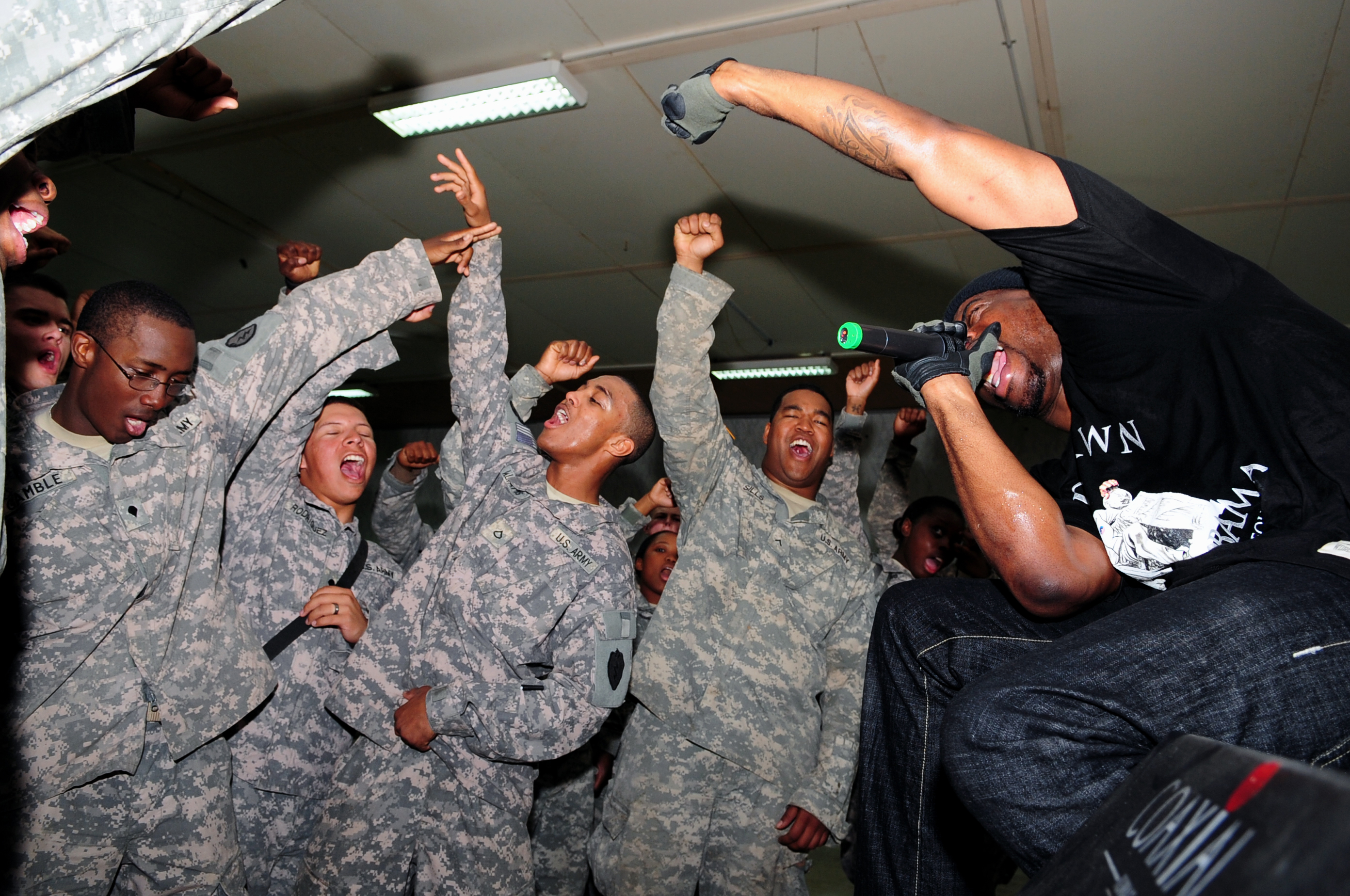
Banner (à droite) chantant pour les troupes américaines en Irak le 26 janvier 2009.

Le nom de scène de Crump, David Banner, s'inspire de la série L'Incroyable Hulk. Avec nombre de ses amis, Banner envoie quelques démos à la station de radio locale WJMI. 
En 1999, Banner et le rappeur Kamikaze forment le duo Crooked Lettaz et publient Grey Skies sur le label Penalty Recordings. En 2000, Banner publie son premier album solo, Them Firewater Boyz, Vol. 1. Publié sur le label indépendant Big Face Records, l'album se vend à près de 7000 exemplaires. Au lendemain du succès du titre Like a Pimp, Banner attire l'intérêt des labels les plus importants.
Après avoir reçus plusieurs offres, Banner et son manager, Scott Johnson, décident de signer dans un label dirigé par Universal Records, SRC Records, fondé par Steve Rifkind. 
En 2003, Banner produit le single de T.I. Rubberband Man qui atteint la 30e place du Billboard Hot 100, la 15e place des Hot Rap Songs et la 11e des Hot R&B/Hip-Hop Songs. En 2003, Banner publie son premier album chez une major, Mississippi: The Album. Mississippi contient le single à succès Like a Pimp en featuring avec Lil Flip. Like a Pimp atteint la 48e place du Billboard Hot 100, la 15e des Hot R&B/Hip-Hop Songs, et la 10e aux Hot Rap Songs. Il est suivi la même année d'un autre album, MTA2: Baptized in Dirty Water.
En 2005, Banner publie son troisième album chez une major, Certified. Le premier single de l'album s'intitule Ain't Got Nothing avec Magic et Lil Boosie, qui suit d'un second single, Play, classé 7e du Billboard Hot 100. Le troisième single, Touching avec Jazze Pha, atteint la 54e place des Hot R&B/Hip-Hop Songs. 
En 2006, Banner participe à Seein' Thangs, une chanson sur l'ouragan Katrina, sur l'album The Outsider de DJ Shadow. En parallèle, Banner écrit la chanson du jeu vidéo Saints Row et contribue notamment au titre pour la publicité du jeu vidéo Marvel vs Capcom 3: Fate of Two Worlds. 
En 2007, Banner joue le rôle de Mo dans le film This Christmas. Il joue également le rôle de Jay, un chef de gang dans Stomp the Yard 2: Homecoming. Le 15 juillet 2008, Banner publie l'album The Greatest Story Ever Told. Le premier single de l'album s'intitule 9mm avec Akon, Lil Wayne et Snoop Dogg. Banner produit ensuite deux autres singles : Get Like Me avec Chris Brown et Yung Joc, qui atteint la 16e place du Billboard Hot 100, et Shawty Say avec Lil Wayne. 
En 2008, Banner participe au titre Superfriend pour l'album The Sound du groupe Mary Mary.
En 2010, il travaille avec des artistes internationaux comme Seeda. Banner publie sa première mixtape Sex, Drugs and Video Games le 22 mai 2012 en téléchargement gratuit. Il le met également à disposition sur son site web davidbanner.com. 
En 2013, David Banner participe au clip du titre Confe$$ions de Lecrae. Il participe également à un remix du single de Kap G La Policia.

## Discographie

### Albums studio
- 2000 : Them Firewater Boyz, Vol. 1
- 2003 : Mississippi: The Album
- 2003 : MTA2: Baptized in Dirty Water
- 2005 : Certified
- 2008 : The Greatest Story Ever Told
- 2016 :  The God Box[16]

### Album collaboratif
- 2010 : Death of a Pop Star (avec 9th Wonder)

### Mixtape
- 2012 : Sex, Drugs and Video Games

### Singles
- 2003 : Like a Pimp (feat. Lil' Flip)
- 2003 : Cadillac on 22's
- 2004 : Crank It Up (feat. Static)
- 2005 : Ain't Got Nothing (feat. Magic & Lil Boosie)
- 2005 : Play
- 2005 : Touching (feat. Jazze Pha)
- 2007 : 9mm/Speaker (feat. Akon, Lil Wayne & Snoop Dogg)
- 2008 : Get Like Me (feat. Chris Brown & Yung Joc)
- 2008 : Shawty Say (feat. Lil Wayne)
- 2011 : Super Bowl (I Can't Wait)

## Distinctions

### Récompenses
- Ozone Awards 2008 : Prix Pimp C

### Nominations
- BET Awards 2008 : Meilleur clip hip-hop avec Get Like Me (featuring Chris Brown & Yung Joc)
- BET Awards 2008 : Meilleure collaboration hip-hop avec Get Like Me (featuring Chris Brown & Yung Joc)
- BET Awards 2008 : Meilleur producteur
- Ozone Awards 2008 : Meilleure collaboration Rap/R&B avec Get Like Me (featuring Chris Brown & Yung Joc

## Productions
- Streets is Watchin' de Young Money Entertainment
- Rubber Band Man de T.I.
- Countdown de T.I.
- Tip Drill de Nelly (Feat. St. Lunatics)
- Talkin' That Talk de Chamillionaire (Feat. David Banner)
- Welcome to the South de Young Buck (Feat. David Banner)
- I'm by Remy Ma
- All the Way to St. Lou de Chingy
- See About Ya de Beezel
- Represent de Lil' Flip (Feat. Three 6 Mafia & David Banner)
- Ain't No Nigga de Lil' Flip
- Take It to the Floor de T-Rock
- Somebody Gotta Pay de Kane & Abel
- Faknass Hoes de Tha Dogg Pound
- Nappy Roots Day de Nappy Roots
- Yeah Boii de Jibbs
- Walk It, Talk It de Yung Wun (en)
- Make Em' Mad de Chopper City Boyz (Ft. B.G.)
- Can U Get Away de Goldie Loc, Ray J et Snoop Dogg
- They Like Me de Shop Boyz
- You Know What (David Banner Remix) d'Avant
- Takin' No Junk de Lil' Skeeter (Feat. Stat Quo & E-40)
- Yeah Motha Fucka de Ludacris (Feat. David Banner)
- La La de Lil Wayne (Feat. Brisco and Busta Rhymes)
- Straight Up the Block de RZA
- Never Get It de Lil Wayne
- Monster de Lil Wayne
- 2 Fast 2 Furious : Like a Pimp
- Malibu's Most Wanted : Really Don't Wanna Go
- Shit Stains de Lil Wayne

## Filmographie
- 2008 : The Vapors de Furqaan Clover : Biz Markie
- 2008 : Days of Wrath (en) de Celia Fox
- 2007 : This Christmas de Preston A. Whitmore II (en) : Mo
- 2007 : Black Snake Moan de Craig Brewer : Therron
- 2007 : Monk (série TV) : épisode 6-02
- 2010 : The Experiment de Paul Scheuring
- 2013 : Le Majordome (The Butler) de Lee Daniels : Earl Gaines
- 2014 : Mise à l'épreuve (Ride Along) : Jay
- 2016 : Saints & Sinners : Darryl Greene